# Condado de Barnstable
El condado de Barnstable  (en inglés: Barnstable County), fundado en 1685, es uno de los catorce condados del estado estadounidense de Massachusetts, y que ocupa íntegramente el cabo Cod. En el año censo de 2000 tenía una población de 222.230 habitantes. La sede del condado se encuentra localizada en Barnstable.

## Geografía
El condado ocupa cen su totalidad el Cabo Cod, en el extremo oriental del estado y en la costa del océano Atlántico. Muchas pequeñas islas cercanas, incluyendo Monomoy, Monmoscoy, Popponesset y Seconsett, pertenecen también al condado.
Según la Oficina del Censo, el condado tiene un área total de 3382 km² (1305,8 mi²), de la cual 1024 km² (395,4 mi²) es tierra y 2357 km² (910 mi²) (69.71%) es agua.

## Demografía

Pirámide de edad en el condado.

En el  censo de 2000, hubo 222,230 personas, 94,822 hogares, y 61,065 familias residiendo en el condado. La densidad poblacional era de 562 personas por milla cuadrada (217/km²). En el 2000 había 147,083 unidades unifamiliares en una densidad de 144 km² (55,6 mi²). La demografía del condado era de 94.23% blancos, 1.79% afroamericanos, 0.56% amerindios, 0.63% asiáticos, 0.02% isleños del Pacífico, 1.11% de otras razas y 1.66% de dos o más razas. 1.35% de la población era de origen hispano o latino de cualquier raza. 5.9% eran de ascendencia alemana, 5.0% estadounidense, 9.4% italiana. 93.6% de la población hablaba inglés, 1.7% portugués, 1.4% español y 1.0% francés en casa como lengua materna. 
La renta per cápita promedia del condado era de $45,933, y el ingreso promedio para una familia era de $54,728. En 2000 los hombres tenían un ingreso per cápita de $41,033 versus $30,07 para las mujeres. El ingreso per cápita para el condado era de $25,318 y el 4.60% de la población estaba bajo el umbral de pobreza nacional.